# バレットジャーナル

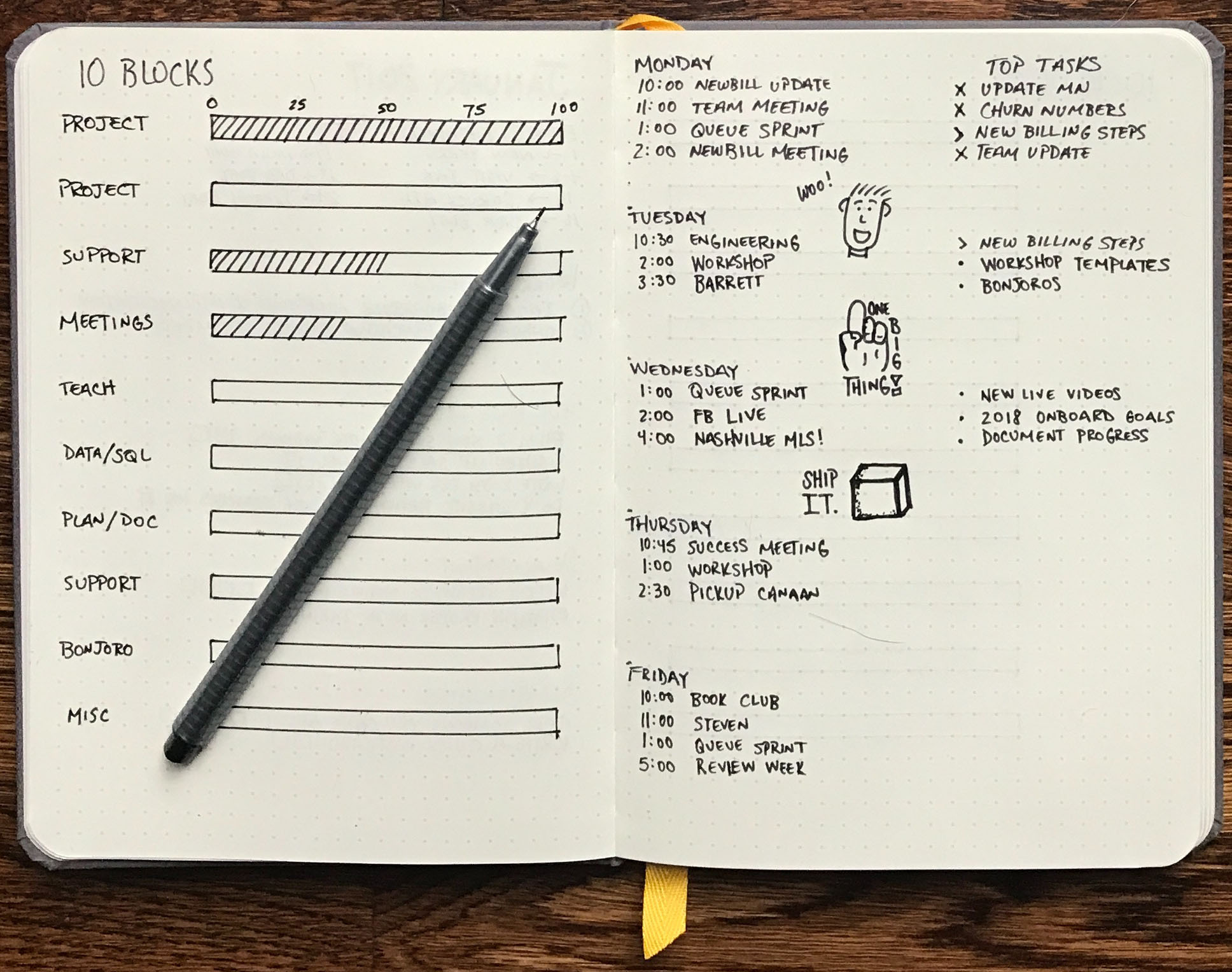
典型的な書き方のバレットジャーナルの例。

バレットジャーナル（Bullet Journal。実際の発音はブレットジャーナルに近く、BuJoとも略される）は、デジタルプロダクトデザイナーであるライダー・キャロル氏が考案した手帳メソッド。
スケジュール、リマインダー、To Doリスト、ブレインストームをはじめとするタスクを一冊のノートで管理するシステムである。「バレットジャーナル」の名前は、情報を書き込むのに箇条書き点（ブレットポイント）を使うことと、罫線よりもドットが印刷されたジャーナルノートが好まれることからきている。2013年に初めて公開され、Kickstarter、Instagram、Facebook、YouTube、Pinterestなどで大きく注目される人気の手帳メソッドとなっている。